# Колораду (Риу-Гранди-ду-Сул)
Колораду (порт. Colorado)  —  муниципалитет в Бразилии, входит в штат Риу-Гранди-ду-Сул. Составная часть мезорегиона Северо-запад штата Риу-Гранди-ду-Сул. Входит в экономико-статистический  микрорегион Нан-Ми-Токи. Население составляет 3833 человека на 2006 год. Занимает площадь 286,178 км². Плотность населения — 13,4 чел./км².

## История
Город основан 7 марта 1962 года. 

## Статистика
- Валовой внутренний продукт на 2003 составляет 108.256.930,00 реалов (данные: Бразильский институт географии и статистики).
- Валовой внутренний продукт на душу населения на 2003 составляет 27.455,47 реалов (данные: Бразильский институт географии и статистики).
- Индекс развития человеческого потенциала на 2000 составляет 0,817 (данные: Программа развития ООН).